# José María Corbín Ferrer
José María Corbín Ferrer (Valencia, 26 de diciembre de 1914 - Santander, 27 de diciembre de 1936) fue un mártir de la persecución religiosa en España, declarado beato por la Iglesia católica el 11 de marzo de 2001.

## Biografía
Estudió en Valencia en el Colegio de María Inmaculada de las Religiosas Franciscanas, cursando el bachillerato en el Colegio del Sagrado Corazón de los Hermanos Maristas. Se destacó en esos años por su devoción cristiana a la Virgen María, así como por su caridad. 
En 1931 ingresó becado por su falta de recursos en el Colegio Mayor San Juan de Ribera de Burjasot. Fue miembro de la Juventud Católica y la Congregación Mariana. Pertenecía asimismo a la Comunión Tradicionalista de Valencia.
Escribió en Libertas, órgano de los estudiantes católicos, y en algunos diarios, acerca de asuntos marítimos, a los que era muy aficionado. Fue catequista de niños. Asistía a los enfermos del hospital. Realizó trabajo apostólico en la Federación de Estudiantes Católicos, la cual estaba afiliado a la Federación Regional de Estudiantes Católicos. Participó realizando obras de caridad en la asociación Conferencias de San Vicente de Paul.
Se licenció en Ciencias Químicas por la Universidad de Valencia y en junio de 1936 marchó a la Universidad de Santander. Allí le sorprendió la Guerra Civil Española. Fue detenido el 28 de agosto de 1936, donde pasó 15 días detenido en la checa instalada en el Ayuntamiento Santander y posteriormente confinado y encarcelado en el barco prisión Alfonso Pérez, donde sirvió como enfermero ayudando a los heridos, dirigía el rosario diario, haciendo pensar a algunos que era sacerdote. 
Estuvo cautivo unos meses, se confesó presintiendo su muerte y fue fusilado el 27 de diciembre de 1936,por no querer renunciar a su fe, derramando así su sangre por Cristo diciendo como últimas palabras “¡Por Dios y por España! ¡Viva Cristo Rey! En Valencia su padre también fue fusilado. En esa fecha, ahí mismo fueron asesinados 170 mártires. Sus restos fueron enviados a la iglesia de San Esteban de Valencia, aunque en varios lugares se conservan parcialmente sus reliquias. Al ser exhumados sus restos el 9 de diciembre de 1960 estaban incorruptos en presencia de familiares, delegado del obispo promotor de la fe y un notario.
Fue beatificado por el Papa Juan Pablo II el 11 de marzo de 2001, junto con otras 232 víctimas de la Persecución religiosa durante la Guerra Civil Española.